# Harmancık (district)
Harmancık is een Turks district in de provincie Bursa en telt 8340 inwoners (2007). Het district heeft een oppervlakte van 410 km².
De bevolkingsontwikkeling van het district is weergegeven in onderstaande tabel.
| 1997   | 2000   | 2007  |
| ------ | ------ | ----- |
| 10.479 | 10.017 | 8.340 |